# Cladonia imperialis
Cladonia imperialis är en lavart som beskrevs av Ahti & Marcelli. Cladonia imperialis ingår i släktet Cladonia och familjen Cladoniaceae.   Inga underarter finns listade i Catalogue of Life.